# Брижик Лариса Свиридівна
Лариса Свиридівна Брижик (16 лютого 1952, смт Краснопілля, Краснопільський район, Сумська область) — українська фізик-теоретик, доктор фізико-математичних наук,  лауреатка Державної премії України в галузі науки і техніки, лауреатка Золотої медалі Іллі Пригожина, член Українського біофізичного товариства, член Міжнародної наукової ради Міжнародного інституту біофізики (Німеччина) з 2000 р. до його розпуску у 2012 р.

## Життєпис
У 1974 році закінчила Фізичний факультет Київського державного університету. Ще під час навчання, з 1973 року почала працювати на кафедрі теорії ядра та елементарних частинок фізичного факультету Київського державного університету. Навчалася в аспірантурі Інституту теоретичної фізики АН УРСР під керівництвом академіка Олександра Давидова, разом з ним працювала і є співавтором кількох його робіт. Після закінчення у 1974 році університету до 1977 року працювала інженером в науково-дослідному інституті «Сатурн» (зараз науково-виробниче підприємство «Сатурн»). З 1977 року працює в Інституті теоретичної фізики імені М. М. Боголюбова НАН України на різних посадах. До 1983 року — на посаді інженера, з 1983 до 1986 — молодшого наукового співробітника, з 1986 до 1989 — наукового співробітника, з 1989 до 2000 — старшого наукового співробітника. З 2001 року — провідний науковий співробітник, а з 2020 р. - завідувач відділу теорії нелінійних процесів в конденсованих середовищах (до 03.03.2016 — відділ нелінійної фізики конденсованого стану),   Інституту теоретичної фізики імені М. М. Боголюбова НАН України.
У 1984 році захистила кандидатську дисертацію. Науковий ступінь доктора фізико-математичних наук отримала у 2000 році, захистивши дисертацію на тему «Умови існування та динамічні властивості автолокалізованих електронних станів в низьковимірних молекулярних системах».

## Наукова діяльність
Галузі наукових інтересів: теоретична фізика, математична фізика, фізика нелінійних явищ у конденсованих середовищах, біофізика. Досліджувала теорію солітонів, динаміку нелінійних збуджень у конденсованих середовищах, надпровідність, нелінійні механізми перенесення та нагромадження енергії й зарядів у макромолекулах, механізми нетеплової дії електромагнітних випромінювань на біологічні системи. Встановила умови існування й динамічні властивості автолокалізованих електронних станів у низьковимірних молекулярних системах. Уперше довела можливість зв'язування двох електронів у бісолітонному стані в гармонічних та ангармонічних ґратках. Розвинула теорію затриманої люмінесценції біосистем, що дозволило пояснити численні експериментальні дані, вивчала солітонний механізм нетеплового резонансного впливу електромагнітних випромінювань на живі організми.

## Нагороди

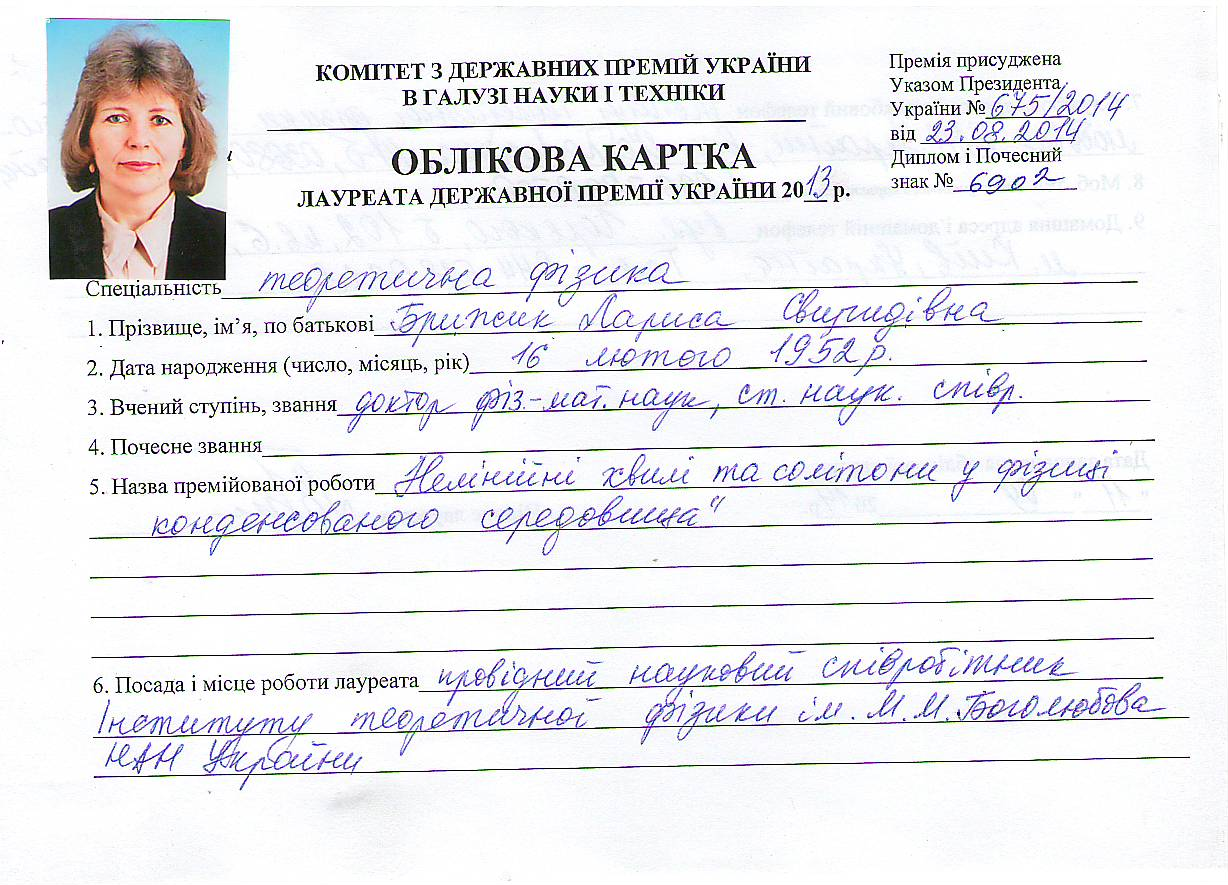
Облікова картка Лауреата Державної премії України Брижик Лариси Свиридівни

- Міжнародна відзнака — Золота медаль Іллі Пригожина за вагомий внесок у дослідження взаємодії електромагнітних полів з біосистемами (2011). Медаль нобелівського лауреата з хімії Іллі Пригожина вручається щорічно провідним світовим вченим-дослідникам у галузі екологічних систем. Лариса Брижик — перша жінка і перший лауреат цієї нагороди з країн Східної Європи та постсоціалістичних країн[3].
- Відзнака НАН України «За професійні здобутки» (2012).
- Державна премія УРСР в галузі науки і техніки (2013) — за цикл наукових праць «Нелінійні хвилі та солітони у фізиці конденсованого середовища» (спільно з Ямпольським Валерієм Олександровичем, Івановим Борисом Олексійовичем, Білоколосом Євгеном Дмитровичем, Золотарюком Олександром Васильовичем, Золотарюком Ярославом Олександровичем, Ковальовим Олександром Семеновичем, Колежуком Олексієм Костянтиновичем, Голодом Петром Івановичем і Ківшаром Юрієм Семеновичем)[4].
- Почесна грамота Верховної Ради України (2016 р.)
- Почесна грамота НАН України (2007, 2017)
- Медаль НАН України “За наукові досягнення” (2018 р.)

## Основні праці
- Спаривание электросолитонов в мягких молекулярных цепях // ФНТ. 1984. Т. 10, № 7 (у співавторстві) (рос.)
- The bisoliton mechanism of electron transport in biological systems // J. of Biological Physics. 1993. Vol. 19, № 1 (англ.)
- Soliton generation in molecular chains // Phys. Rev. B. 1993. Vol. 48, № 5 (англ.)
- Input of soliton states into the delayed luminescence of biological systems // Europhysics Letters. 2000. Vol. 52, № 2 (у співавторстві) (англ.)
- Soliton dynamics and Peierls-Nabarro barrier in a discrete molecular chain // Phys. Rev. B. 2000. Vol. 61, № 2 (у співавторстві) (англ.)
- Spontaneously localized electron states in a discrete anisotropic two-dimensional lattice // Physica D. 2000. Vol. 146 (у співавторстві) (англ.)
- Dynamical properties of Davydov solitons. // Ukr. J. Phys. 2003. Vol. 48. №7.
- Nonlinear mechanism for weak photon emission from biosystems. Indian Journal of Experimental Biology. // 2008. Vol. 46.  №5.  (англ.)
- On the role and impact of electromagnetic fields in ecosystems. // Int. J. Design & Nature and Ecodyn. 2011. Vol. 6. Issue 4.  (англ.)
- On the Mechanisms of Wound Healing by Magnetic Therapy: the Working Principle of Therapeutic Magnetic Resonance. // Int. J. Biophys. 2016. Vol. 6. No. 3 (у співавторстві) (англ.)
- Nonlinearity, coherence and complexity: biophysical aspects related to health and disease // Electromagnetic Biology and Medicine. 2017. Vol. 36,  №4.  (англ.)
- General solution of the Dirac equation for quasi-two-dimensional electrons. // Ann. Phys. 2016. Vol. 369 (у співавторстві) (англ.)
- Energy transfer by Holstein solitons in a one-dimensional anharmonic continuum medium // Chaos, Sol. and Fractals. 2019. Vol. 119.  (англ.)
- Long-range electron transport mediated by alpha-helices. // Phys. Rev. E. 2019.  Vol. 100.  062205. (у співавторстві) (англ.)